# Пант
Пант (енгл. Punt), је начин за испуцавање лопте у америчком фудбалу. Изводи се тако да играч испусти лопту из руке и пре него што онда додирне тло шутне је према противничкој енд зони. Циљ је да пошаље лопту што даље како би противнику онемогућио лак напад. Пант се најчешће изводи када нападачка екипа нема више могућности за напредовање.
Одбрамбена екипа прихвата пант и креће према противничкој енд зони са циљем да јој се што више приближи. Играчи понекад изводе такозвани "лажни пант" када се тим постави у формацију за испуцавање али играч (пантер) уместо да испуца, крене у трчање или пошаље пас неком од својих нападача. 